# Xiantian
Xiantian (kinesiska: 咸田, 咸田镇) är en köping i Kina. Den ligger i den autonoma regionen Guangxi, i den södra delen av landet, omkring 180 kilometer sydost om regionhuvudstaden Nanning.